# Архангельское сельское поселение (Челябинская область)
Арха́нгельское се́льское поселе́ние — муниципальное образование в Сосновском районе Челябинской области Российской Федерации. В рамках административно-территориального устройства муниципальное образование  соответствует административно-территориальной единице Архангельский сельсовет.
Административный центр — село Архангельское.

## История
Статус и границы сельского поселения установлены Законом Челябинской области от 9 июля 2004 года № 246-ЗО «О статусе и границах Сосновского муниципального района и сельских поселений в его составе».

## Население
| 2002 | 2010 | 2011 | 2012 | 2013 | 2014 | 2015 |
| ---- | ---- | ---- | ---- | ---- | ---- | ---- |
| 879  | ↗904 | ↗906 | ↗928 | ↘914 | ↗921 | ↘917 |
| 2016 | 2017 | 2018 | 2019 | 2020 | 2021 |      |
| ↗931 | ↘919 | ↘889 | ↗898 | ↘894 | ↘800 |      |

## Состав сельского поселения
| № | Населённый пункт | Тип населённого пункта       | Население |
| - | ---------------- | ---------------------------- | --------- |
| 1 | Архангельское    | село, административный центр | ↘800      |